# José Luis Chacón
José Luis Chacón (Callao, 6 de novembro de 1971) é um ex-futebolista peruano que atuava como defensor.

## Carreira
José Luis Chacón integrou a Seleção Peruana de Futebol na Copa América de 1997.